# Håvard Tveite
Håvard Tveite (5 de marzo de 1962 - 30 de mayo de 2021) fue un deportista de orientación noruego. Llegó a ser Campeón del Mundo de Relevos en 1987 y 1989, y obtuvo una medalla de plata en 1991 y una medalla de bronce en 1997. También consiguió el bronce en el curso individual en el Campeonato Mundial de Orientación de 1989.
Fue ganador de la Copa del Mundo de Orientación en 1990, y quedó tercero en la clasificación general de la copa en 1988. Representó a los clubes deportivos Ås IL y NTHI.
Tveite también fue un colaborador habitual del proyecto QGIS, contribuyendo a la documentación y desarrollando diversos complementos para este Sistema de Información Geográfica de código abierto.